# Asesinato de Channon Christian y Christopher Newsom
Channon Gail Christian (21 años) y Hugh Christopher Newsom (23 años) de Knoxville, Tennessee fueron secuestrados la noche del 6 de enero de 2007 cuando el auto de Christian fue robado y se los llevaron como rehenes a una casa en alquiler, donde ambos fueron violados, torturados y asesinados. Cinco personas fueron arrestadas y acusadas del crimen. El jurado acusó a cuatro de los sospechosos de asesinato, robo, secuestro, violación y robo, mientras que el quinto fue acusado con cargos federales de robo de vehículos.
De los cuatro acusados a nivel estatal, tres: Letalvis D. Cobbins (25 años), su medio hermano Lemaricus Davidson (24 años) y George Thomas (27 años) tenían previas condenas por delitos violentos. Después del juicio, Davidson fue condenado a muerte por inyección letal. Cobbins y Thomas fueron condenados a cadena perpetua sin posibilidad de libertad condicional. Vanessa Coleman, novia de Cobbins de 18 años, fue condenada y sentenciada a 53 años de prisión (luego reducido a 35 años) por facilitar los crímenes, y Eric Dewayne Boyd (34 años) fue sentenciado a 18 años de prisión en una cárcel federal por facilitar la atrocidad al robar el vehículo, luego fue acusado en 2018 por cargos a nivel estatal en el mismo caso más de una década después.
Inicialmente, todas las condenas estatales fueron anuladas por mala conducta del juez que presidió el caso, quien desde entonces ha sido excluido. Los nuevos juicios se programaron originalmente para el verano y el otoño de 2012. Las órdenes para los juicios de Davidson y Cobbins fueron anuladas posteriormente por la Corte Suprema del Estado de Tennessee, y sus condenas y sentencias se mantienen. Los juicios de Coleman y Thomas resultaron en condenas, pero con una sentencia reducida para Coleman (35 años) y la misma sentencia para Thomas.

## Víctimas
Channon Christian (nacida el 29 de abril de 1985 en Nacogdoches, Texas) se mudó de Luisiana a Tennessee con su familia en 1997. Se graduó de Farragut High School (2003) y se especializó en sociología en la Universidad de Tennessee en Knoxville. Christian tenía 21 años cuando fue asesinada.
Hugh Christopher Newsom (nacido el 21 de septiembre de 1983 en Knoxville) fue un exjugador de béisbol de los Red Devils de Halls High School, graduándose en 2002. Newsom tenía 23 años cuando fue asesinado.

## Crimen
Christian y Newsom salían juntos de un departamento la noche del 6 de enero de 2007 para ir a la fiesta de un amigo, cuando fueron secuestrados con su automóvil en el estacionamiento del complejo de departamentos. Ansiosos por no tener noticias de su hija, los padres de Christian buscaron ayuda de su proveedor de telefonía móvil. Encontraron su Toyota 4Runner abandonado el lunes 8 de enero. La policía recuperó un sobre del vehículo que arrojó evidencia de huellas dactilares que los llevó a LeMaricus Davidson de 2316 Chipman Street, una dirección a dos cuadras del auto de Christian. Cuando la policía acudió a la dirección el martes 9 de enero, encontraron la casa desocupada y el cuerpo de Christian en un cubo de basura en la cocina.
El cuerpo de Newsom fue descubierto cerca de un conjunto de vías de ferrocarril cercanas. Había sido atado, con los ojos vendados, amordazado y desnudo de la cintura para abajo. Le dispararon en la nuca, el cuello y la espalda, y le prendieron fuego a su cuerpo. Según el testimonio del médico forense interino del condado de Knox en el juicio de Eric Boyd, Newsom fue sodomizado con un objeto y violado por una persona. La policía cree que estas acciones tuvieron lugar en la casa y su cuerpo fue luego envuelto y abandonado.
El médico forense dijo que Christian murió después de horas de tortura, sufriendo lesiones cerebrales traumáticas y sufriendo lesiones en la vagina, el ano y la boca debido a repetidas agresiones sexuales. Antes de matarla, en un esfuerzo por eliminar la evidencia de ADN, sus atacantes le vertieron lejía en la garganta y le frotaron el cuerpo con ella. Estaba atada con cortinas y tiras de ropa de cama, con la cara cubierta con una bolsa de basura y su cuerpo escondido en cinco grandes bolsas de basura. Estos fueron colocados dentro de una unidad de eliminación de residuos residenciales y cubiertos con sábanas y basura de Wendy's. El médico forense dijo que había evidencia de que Christian lentamente se sofocó hasta morir.

## Perpetradores
- George Geovonni "Detroit" Thomas (nacido el 23 de enero de 1983) que enfrentó un total de 46 cargos. Thomas fue acusado de 16 cargos de delitos graves relacionados con la violación, robo, secuestro y robo de Christian y Newsom, 2 cargos de asesinato premeditado, 2 cargos de robo especialmente agravado, 4 cargos de secuestro especialmente agravado, 20 cargos de violación agravada y 2 cargos de robo.[8]
- Letalvis Darnell "Rome" Cobbins (nacido el 20 de diciembre de 1982) enfrentó los mismos 46 cargos que Thomas. También fue acusado de agredir a un oficial correccional mientras estaba encarcelado en espera de juicio. En 2003, Cobbins había sido condenado por intento de robo en tercer grado en Nueva York. Él y Davidson son medio hermanos.[8]
- Lemaricus Devall "Slim" Davidson (nacido el 13 de junio de 1981) que enfrentó los mismos 46 cargos que Thomas. Anteriormente, Davidson acababa de cumplir, el 5 de agosto de 2006, una sentencia de cinco años en Tennessee por una condena por delito grave anterior por robo de autos y robo con agravantes.
- Vanessa L. Coleman (nacida el 29 de junio de 1988) fue arrestada por el Departamento de Policía de Lebanon en Lebanon, Kentucky. Ella enfrentó 40 cargos estatales de Tennessee. Coleman fue acusada de 12 cargos de asesinato grave relacionados con la violación, el robo, el secuestro y el robo de Christian y Newsom, 1 cargo de asesinato premeditado (solo de Christian), 1 cargo de robo especialmente agravado (solo de Newsom), 4 cargos de secuestro especialmente agravado, 20 cargos de violación agravada y 2 cargos de robo.

Además, un sospechoso fue juzgado inicialmente por separado por un gran jurado federal en el Distrito Este de Tennessee (pero luego sería juzgado en Tennessee más de una década después):
- Eric DeWayne "E" Boyd fue arrestado en relación con el fatal robo de auto; no fue acusado por el gran jurado del condado de Knox en 2007, pero sería acusado por un gran jurado separado en 2018. Boyd enfrentó cargos federales como accesorio después del hecho de ayudar a los sospechosos a evadir a la policía. Más tarde, Boyd fue acusado por Thomas y Cobbins de la violación y asesinato de Newsom; y se obtuvo una orden de allanamiento para su ADN.[9] Las acusaciones de Thomas y Cobbins no dieron lugar a cargos estatales contra Boyd.

## Primeros juicios
Los cuatro sospechosos acusados en el condado de Knox estaban programados para ser juzgados por separado, en juicios programados entre mayo y agosto de 2008. En febrero de 2008, la fecha del juicio para los sujetos acusados en el condado de Knox se trasladó a 2009. El juez Richard Baumgartner permitió que Thomas y Cobbins fueran juzgados por jurados del condado de Davidson (que incluye Nashville). Los abogados de Thomas presentaron una moción para un juicio rápido, argumentando que no había un vínculo forense entre su cliente y la escena del crimen. Thomas recibió la moción y estaba programado para ir a juicio el 11 de agosto de 2008. Baumgartner dictaminó que las llamadas telefónicas de Thomas hechas desde la cárcel a sus conocidos eran admisibles como prueba.
El fiscal de distrito Randy Nichols anunció que el estado buscaría la pena de muerte tanto para Cobbins (el primero en ir a juicio) como para Coleman si es declarado culpable.
Davidson también fue acusado de un segundo robo que se cometió después de los asesinatos. La publicidad contra el acusado llevó a la defensa a argumentar que se requería un cambio de sede para garantizar un juicio justo. El estado argumentó que se podía encontrar un jurado imparcial durante voir dire, y el juez que presidió posteriormente negó la moción como «prematura». El juez Baumgartner amenazó con prohibir a la familia Newsom de la sala del tribunal después de llamar al abogado de Davidson, Doug Trant, un «imbécil», después de que interrumpió su discusión.

### Veredictos de los primeros juicios
El 16 de abril de 2008, Eric Boyd fue declarado culpable en un tribunal federal por ser un accesorio de un robo de auto fatal y por no informar la ubicación de un prófugo conocido. Boyd fue el primero en ir a juicio, el único sospechoso no acusado de asesinato. Fue sentenciado a un máximo de 18 años en una prisión federal. Está encarcelado en la Institución Correccional Federal, Yazoo City, una prisión federal de baja seguridad en el condado de Yazoo, Misisipi.
El 25 de agosto de 2009, Letalvis D. Cobbins fue declarado culpable de los asesinatos de Channon Christian y Christopher Newsom. Cobbins se enfrentó a la posibilidad de la pena de muerte porque fue condenado por asesinato en primer grado en el caso de Christian. Fue declarado culpable de facilitar el asesinato de Newsom, pero fue absuelto de la violación de Newsom. Los miembros del jurado trabajaron unas 10 horas el lunes y el martes por la mañana antes de llegar a un veredicto. El 26 de agosto, Cobbins fue sentenciado a cadena perpetua sin libertad condicional.
El 28 de octubre de 2009, Lemaricus Devall Davidson fue declarado culpable. Los miembros del jurado encontraron por unanimidad que Davidson debería recibir la pena de muerte por los cuatro cargos de capital llamados, dos cargos de asesinato en primer grado y los dos asesinatos premeditados en primer grado de Christian y Newsom. En junio de 2010, Davidson fue sentenciado a 80 años por otros cargos relacionados con el asesinato. Esta sentencia debe cumplirse consecutivamente a las penas de muerte, mientras que las penas de muerte también son consecutivas.
El 8 de diciembre de 2009, George Thomas fue declarado culpable por múltiples cargos. El jurado emitió una sentencia de cadena perpetua sin posibilidad de libertad condicional por cada una de las 4 condenas capitales.
Las condenas de Boyd, Cobbins, Davidson y Thomas dejaron a Vanessa Coleman como la última acusada en ser juzgada. Las autoridades federales le otorgaron inmunidad por su testimonio en el caso federal sobre el robo de auto, pero los tribunales estatales dictaminaron que la concesión federal de inmunidad no podía extenderse a los cargos estatales por asesinato y violación.
El 13 de mayo de 2010, Coleman fue absuelta de asesinato en primer grado, pero fue declarada culpable por cargos menores. El 30 de julio de 2010, fue sentenciada a 53 años tras las rejas.

## Apelaciones y nuevos procesos
Los acusados en los cuatro casos estatales de la década de 2000 apelaron sus condenas. Durante este tiempo, el juez de sentencia, Richard Baumgartner, uno de los tres jueces de la Corte Penal del Condado de Knox, se vio obligado a renunciar del tribunal en marzo de 2011. Había admitido ser adicto a las drogas y comprar medicamentos recetados para el dolor a los convictos, y fue acusado por una mujer de intercambiar favores legales por sexo durante los descansos en las sesiones de la corte. Se consideró que estas acciones afectaron su capacidad para llevar a cabo juicios durante sus últimos dos años en el banquillo y comprometieron todos los juicios que realizó durante este tiempo, incluidos los juicios iniciales de los acusados mencionados anteriormente. Baumgartner fue posteriormente inhabilitado como resultado directo de sus acciones.
El 1 de diciembre de 2011, siete semanas después de que la inhabilitación de Baumgartner se convirtiera en definitiva, el juez Jon Kerry Blackwood otorgó nuevos juicios a los cuatro acusados estatales después de que una investigación del Buró de Investigaciones de Tennessee (TBI) describiera evidencia de que Baumgartner probablemente se vio afectado mientras presidía esos juicios.
Blackwood tentativamente estableció juicios entre junio y noviembre de 2012, a la espera de las apelaciones estatales de las decisiones, y estableció una fianza de $ 1 millón de dólares para Coleman, el único acusado cuya sentencia tenía la posibilidad de libertad condicional. Por separado, Blackwood negó un cambio de sede, pero permitió que los jurados potenciales fueran traídos desde fuera del Condado de Knox. Debido al concepto de doble culpa, los acusados enfrentaron al máximo las sentencias que ya habían recibido y, por lo tanto, solo Davidson era elegible para la pena capital. La decisión de llevar a cabo juicios para Cobbins, Davidson y Thomas (la decisión de reenjuiciar a Coleman no fue apelada) fue confirmada en una decisión dividida por el Tribunal de Apelaciones en lo Penal de Tennessee el 13 de abril.
Sin embargo, en mayo de 2012, la Corte Suprema de Tennessee revocó el fallo de Blackwood que ordenaba nuevos juicios para Cobbins, Davidson y Thomas, y comentó que su «orden no debe interpretarse como una condonación o excusa» de la mala conducta de Baumgartner.
En junio de 2012, los fiscales solicitaron que se retirara al juez Blackwood del caso después de que invocó la «regla del 13.° jurado» para revertirse y negarse a otorgar nuevos juicios para Cobbins y Davidson (la moción de recusación también se aplica al caso de Thomas, aunque él es todavía configurado para tener un nuevo juicio). La moción cita la participación emocional de Blackwood en el caso como una posible interferencia con un juicio justo. Tras la recusación de Blackwood, el juez principal Walter Kurtz fue nombrado para supervisar los juicios y las decisiones de otorgarlos. Se rechazaron los juicios para Cobbins y Davidson, pero se otorgaron para Thomas y Coleman.

### Veredictos de los nuevos juicios
Enfrentando los mismos cargos que en su primer juicio, el 20 de noviembre de 2012, Vanessa Coleman fue condenada por un jurado de facilitación de secuestro agravado, facilitación de violación y facilitación del asesinato de Channon Christian, pero no de Christopher Newsom. Estas condenas fueron por cargos menores que sus condenas iniciales.
Mientras el nuevo juicio se llevó a cabo en Knoxville, el jurado fue seleccionado de Jackson, Tennessee, a más de 300 millas al oeste de Knoxville. Blackwood sentenció a Coleman a 35 años de prisión el 1 de febrero de 2013, menos el crédito por el tiempo ya cumplido. Coleman será elegible para libertad condicional a principios de 2019.
El 17 de mayo de 2013, el nuevo juicio de George Thomas (con un jurado reunido en Nashville) terminó en un veredicto de culpabilidad en todos los cargos con un cargo menor en el cargo 17. El jurado lo volvió a condenar a cadena perpetua. con posibilidad de libertad condicional después de 51 años. El 4 de junio de 2013, el juez Kurtz condenó a George Thomas a dos cadenas perpetuas (consecutivas) por los asesinatos y 25 años (múltiples concurrentes) por las violaciones. En enero de 2016, Thomas apeló ante la Corte Suprema de los Estados Unidos, pero la corte no estuvo de acuerdo en escuchar el caso.

## Juicio estatal para Eric Boyd
El 20 de marzo de 2018, once años después de la conclusión de los litigios, juicios y veredictos originales, un gran jurado del condado de Knox había devuelto una acusación de treinta y seis cargos acusando a Eric DeWayne Boyd de asesinato en primer grado, asesinato premeditado en primer grado , especialmente robo agravado, secuestro especialmente agravado, y violación agravada en los asesinatos. Boyd fue transportado desde una institución correccional federal en Yazoo City, Mississippi, y fue ingresado en la cárcel del condado de Knox y retenido con una fianza de $ 1 000 000. Después de más de un año en mociones previas al juicio, Boyd finalmente fue a juicio por los cargos estatales en agosto de 2019. A diferencia de los otros juicios, debido a un largo período de tiempo entre los asesinatos y este juicio, el jurado se reunió en Knoxville. El coacusado George Thomas testificó como testigo en el juicio de Boyd. El 13 de agosto de 2019, un jurado encontró a Boyd culpable de casi todos los cargos, incluidos dos cargos de asesinato premeditado en primer grado y múltiples cargos de violación. El jurado emitió veredictos de no culpabilidad por varios cargos menores de robo.

## Estado de encarcelamiento
Vanessa Coleman, la única mujer acusada y condenada por los crímenes, está detenida en la Prisión de Mujeres de Tennessee en Nashville. Cumpliendo una condena de 35 años, Coleman fue elegible para libertad condicional en 2017 y su sentencia vence el 20 de diciembre de 2036. En agosto de 2014, se notificó a las familias de las víctimas que, con buen comportamiento, la sentencia de Coleman se reduce en 16 días por mes de encarcelamiento, haciéndola elegible para la consideración de libertad condicional en octubre de 2014. La audiencia de libertad condicional fue reprogramada de octubre a diciembre. En la audiencia de diciembre de 2014, a Coleman se le negó la libertad condicional y su próxima fecha de consideración de libertad condicional se fijó para diciembre de 2020. Le fue denegada tras la votación unánime del jurado. Además, no podrá pedir la libertad condicional de nuevo hasta que pasen 10 años.
Cobbins y Thomas fueron encarcelados originalmente en Riverbend Maximum Security Institution en Nashville. Después de que el Complejo Correccional del Condado de Bledsoe en Pikeville se abrió en 2012, fueron transferidos a esa instalación. Cobbins está cumpliendo cadena perpetua sin libertad condicional, y Thomas cumple 123 años de por vida, siendo elegible para libertad condicional en junio de 2064. Davidson fue condenado a muerte el 30 de octubre de 2009 y encarcelado en Riverbend. Eric Boyd, que había cumplido su condena de 18 años en la Institución Correccional Federal, Beckley, una prisión de seguridad media cerca de Beaver, Virginia Occidental, era potencialmente elegible para ser liberado en 2022, pero fue declarado culpable de cargos de violación y asesinato en primer grado el 13 de agosto de 2019, y enfrentará una nueva sentencia.

## Reacción
Según Associated Press, algunos blogueros y críticos de los medios de comunicación afirmaron que la historia fue ignorada por los medios nacionales porque las víctimas eran blancas mientras que los cinco sospechosos eran negros. La mayoría de los informes de noticias sobre el caso provinieron de medios locales y sitios de noticias en línea. Los primeros informes hicieron afirmaciones erróneas de desmembramiento y mutilación del cuerpo de Christian. El fiscal de distrito negó la mayoría de los informes originales que contenían información errónea; la fuente era un comisario federal después de la detención de los sospechosos en Kentucky.
El presidente de Criminal Justice Journalists, una asociación de escritores, editores y productores de delitos, tribunales y prisiones, dijo:

I can't say that this one would have had any more coverage if five whites had been accused of doing these things to two blacks, absent a blatant racial motive... as bad as this crime is, the apparent absence of any interest group involvement or any other 'angle' might also explain the lack of coverage.
No puedo decir que este [caso] hubiera tenido más cobertura si cinco blancos hubieran sido acusados de hacer estas cosas a dos negros, sin un motivo racial descarado ... tan malo como es este crimen, la aparente ausencia de participación de cualquier grupo de interés o cualquier otro "ángulo" también podría explicar la falta de cobertura.

El jefe de policía Sterling Owen IV dijo que no había indicios de que los crímenes estuvieran motivados por motivos raciales y que los asesinatos y las agresiones «parecen haber sido un acto violento al azar». «No hay absolutamente ninguna prueba de un crimen de odio», dijo John Gill, asesor especial del fiscal del distrito del condado de Knox, Randy Nichols. «Sabemos por nuestra investigación que las personas acusadas en este caso eran amigos de personas blancas, socializaron con personas blancas, tuvieron citas con personas blancas. Así que no solo no hay evidencia de ningún ánimo racial, hay evidencia de lo contrario».
Algunos comentaristas continuaron en desacuerdo, alegando que tal crimen representaba motivos de odio racial. La comentarista política conservadora Michelle Malkin repitió esta opinión en su blog y en el programa The O'Reilly Factor de Fox News. «Si esto no fue un crimen de odio, entonces no sé cómo definirías un crimen de odio», dijo la madre de Newsom. «Puede haber comenzado como un robo de auto, pero se convirtió en negros que odiaban a los blancos. Para hacer las cosas que hicieron, tendrían que odiarlos para que hicieran eso». El padre de Christian, dirigiéndose a aquellos que él cree usaron la muerte de su hija para promover su propia agenda, declaró: «[El crimen] no se trata de ti».
El caso atrajo la atención de supremacistas blancos. El 27 de mayo de 2007, alrededor de 30 supremacistas blancos liderados por Alex Linder se manifestaron en el centro de Knoxville para protestar contra los asesinatos. Fueron recibidos por contramanifestantes, muchos de los cuales estaban vestidos de payasos (parodiando al Ku Klux Klan).
Después de la protesta, el columnista Leonard Pitts desestimó las acusaciones de que el crimen no fue denunciado. Citó un informe de 2001 del Grupo de Estudios de Medios de Berkeley que encontró que «los negros y los latinos están subrepresentados en los medios de comunicación como víctimas de delitos y significativamente sobrerrepresentados como perpetradores». Pitts escribió: No estoy amablemente dispuesto ante los chiflados, incendiarios y rotundos racistas que han elegido esta tragedia sobre la cual tomar una posición obscena y ridícula.
Sin embargo, el reverendo Ezra Maize, presidente del capítulo de Knoxville de la NAACP, abordó el caso y dijo:

It doesn't make me uncomfortable speaking out against this crime because it was African-Americans [allegedly] committing a crime against Caucasians ... It's not a black-and-white issue. It's a right-and-wrong issue. Those who committed this crime were unjust in doing so and they should pay the penalty.
No me incomoda hablar en contra de este crimen porque fueron afroestadounidenses [supuestamente] cometiendo un crimen contra caucásicos ... No es un problema de blanco y negro. Es un problema de bien y mal. Quienes cometieron este delito fueron injustos al hacerlo y debieron pagar la pena.

La casa en 2316 Chipman Street fue comprada por Waste Connections, una compañía nacional de recolección de basura que tenía un depósito en el siguiente lote. Waste Connections demolió la casa en octubre de 2008, con un portavoz que afirmó que la intención de la compañía es reemplazar la casa con un monumento dedicado a Newsom y Christian.

## Legado
- En 2008, un torneo de golf y una fundación conmemorativa fueron establecidos en la memoria de Channon Christian para proporcionar una beca para un estudiante de secundaria de Farragut High School para asistir a la Universidad de Tennessee.[4]
- Un torneo de béisbol de ligas menores en honor de Newsom se llevó a cabo en el Halls Community Park en 2008 y 2009. Una beca conmemorativa se otorga anualmente en su nombre a un jugador de béisbol de Halls High School que se gradúa.[4]